# 216-та піхотна дивізія (Третій Рейх)
216-та піхотна дивізія (Третій Рейх) (нім. 216. Infanterie-Division) — піхотна дивізія Вермахту за часів Другої світової війни.

## Історія
216-та піхотна дивізія була створена 26 серпня 1939 в Ганновері під час 3-ї хвилі мобілізації Вермахту.

## Райони бойових дій
- Німеччина (грудень 1939 — травень 1940);
- Нідерланди, Бельгія, Франція (травень — липень 1940);
- Нормандські острови (липень 1940 — квітень 1941);
- Узбережжя Ла-Маншу (Франція) (квітень — грудень 1941);
- СРСР (центральний напрямок) (грудень 1941 — листопад 1943).

## Командування

### Командири
- генерал-майор, з 1 листопада 1939 генерал-лейтенант Герман Беттхер (нім. Hermann Böttcher) (26 серпня 1939 — 8 вересня 1940);
- генерал-майор Курт Гімер (нім. Kurt Himer) (8 вересня 1940 — 1 квітня 1941);
- генерал-майор, з 1 жовтня 1942 генерал-лейтенант барон Вернер фон Гільза (нім. Werner Freiherr von und zu Gilsa) (1 квітня 1941 — 4 квітня 1943);
- оберст, з 1 липня 1943 генерал-майор Фрідріх-Август Шак (нім. Friedrich-August Schack) (7 травня — 3 жовтня 1943);
- генерал-майор Егон фон Найндорфф (нім. Egon von Neindorff) (3 — 20 жовтня 1943);
- генерал-майор Густав Гір (нім. Gustav Gihr) (20 жовтня — 17 листопада 1943).